# 中國民航5109號班機空難
中國民航5109號班機空难，又称济南空难。是指1985年1月18日傍晚，由註冊編號B-434的安-24執飛的中國民航5109號班機在濟南張莊機場進近時因機組人員復飛時操作不當而失速墜毀的一起空難事件，該事故造成機上41人中38人遇難，僅3人生還。

## 事發經過
中國民航5109號班機或中國東方航空5109號班機是由上海經南京、济南前往北京的航班。
5109號班機於當天17時05分從南京起飛。飛機接近濟南時，濟南有霧及細雨，飛機進近時偏離航道，當時的條件不適合降落。濟南塔台指示班機復飛，但機組人員猶豫不決，最終在試圖復飛時操作失誤，飛機失速墜毀。除1名乘務員和2名旅客外，機上餘下38人全部遇難，遇難乘客中有2名香港人及1名英國人。

## 航機資料
失事的安-24於1972年生產，生產序列號為27308110。1979年9月27日，該機曾在一次假起飛中因操縱不當，機頭起火報廢，飛機電纜及駕駛艙內設備燒壞。由於該機仍有77%壽命，民航上海航空修理廠對該機進行大規模修復，該機於次年5月23日修復完成。

## 事後
中國民航上海管理局改組為中國東方航空後仍在上海-北京的航線上使用5109這一航班號。

## 外部連結
- 航空安全网上的事故资料